# Dexia (двукрылые)
Dexia (лат.) — род тахин подсемейства Dexiinae.

## Описание
Глаза без волосков. Ариста перистая в основании утолщена. Орбитальные щетинки у самок направлены вперёд, у самцов они редуцированы. Срединный продольный лицевой киль хорошо развит. Щёки широкие. Радиальная ячейка крыла (r4+5) на крыльях открытая или отделена от края крыла коротким стебельком. Голени средних ног на переднедорсальной поверхности обычно с одной (у самцов) или двумя (у самок) щетинками. Брюшко вытянутое. Синтергит (первые два сегмента брюшка) по центру с вдавлением достигающим заднего края. Наиболее похожим родом является Philippodexia, от которого отличается наличием волосков на нижней стороне второго отрезка (между впадением субкостальной и первой радиальной жилок) костальной жилки крыла и деталями строения гениталий самцов.

## Биология
Личинки специализированные паразиты живущих в почве личинок пластинчатоусых. Вид Dexia ventralis завезен из Азии в США (Нью-Джерси) для биологического подавления японского хрущика.

## Классификация
В составе рода насчитывают около 50 видов:
- Dexia alticola Zhang & Shima, 2010
- Dexia atripes (Malloch, 1935)
- Dexia aurohumera van Emden, 1947
- Dexia basifera Walker, 1859
- Dexia bivittata (Townsend, 1928)
- Dexia caldwelli Curran, 1927
- Dexia capensis Robineau-Desvoidy, 1830
- Dexia chaoi Zhang & Shima, 2010
- Dexia chinensis Zhang & Chen, 2010
- Dexia cuthbertsoni (Curran, 1941)
- Dexia divergens Walker, 1856
- Dexia extendens Walker, 1856
- Dexia flavida (Townsend, 1925)
- Dexia flavipes Coquillett, 1898
- Dexia fraseri (Malloch, 1935)
- Dexia fulvifera von Röder, 1893
- Dexia fusiformis Walker, 1861
- Dexia gilva Mesnil, 1980
- Dexia hainanensis Zhang, 2005
- Dexia inappendiculata Austen, 1909
- Dexia indica Desai, Sathe & Bhoje, 2015
- Dexia kurahashii Zhang & Shima, 2010
- Dexia lepida Wiedemann, 1830
- Dexia longipennis (Townsend, 1926)
- Dexia longipes (Townsend, 1926)
- Dexia luzonensis (Townsend, 1928)
- Dexia major (Malloch, 1935)
- Dexia maritima Kolomiets, 1969
- Dexia montana (Baranov, 1932)
- Dexia monticola (Malloch, 1935)
- Dexia orphne Curran, 1927
- Dexia pollinosa Villeneuve, 1943
- Dexia prakritiae Lahiri, 2006
- Dexia quadristriata Lahiri, 2006
- Dexia rhodesia (Curran, 1941)
- Dexia rustica (Fabricius, 1775)
- Dexia seticincta (Mesnil, 1980)
- Dexia subnuda (Malloch, 1935)
- Dexia sumatrensis (Townsend, 1926)
- Dexia tenuiforceps Zhang & Shima, 2010
- Dexia torneutopoda (Speiser, 1914)
- Dexia uelensis van Emden, 1954
- Dexia uniseta Curran, 1927
- Dexia vacua (Fallén, 1817)
- Dexia varivittata Curran, 1927
- Dexia velutina (Mesnil, 1953)
- Dexia ventralis Aldrich, 1925
- Dexia vicina (Mesnil, 1953)
- Dexia violovitshi Kolomiets, 1969
- Dexia vittata (Baranov, 1932)

## Распространение
Встречается в Палеарктике, Афротропике и Ориентальной области. Вид Dexia ventralis интродуцирован в США.